# Christoph Wortberg
Christoph Wortberg (* 17. August 1963 in Köln) ist ein deutscher Schauspieler, Drehbuchautor und Schriftsteller.

## Leben
Wortberg studierte nach seinem 1982 bestandenen Abitur zunächst Germanistik, Philosophie und Geschichte in Köln. Danach absolvierte er eine Schauspielausbildung, unter anderem im Rahmen eines Gaststudiums an der Hochschule für Fernsehen und Film in München. Zudem ist er Autor von Hörfunkfeatures für den WDR und den SDR. Er verfasst außerdem Drehbücher für Fernsehproduktionen, wie beispielsweise Großstadtrevier, Die Wache, Der letzte Bulle, SOKO Köln, Tatort Köln.
Einem breiteren Publikum dürfte Wortberg durch seine Rolle in der ARD-Serie Lindenstraße bekannt sein, wo er den Arztsohn Frank Dressler verkörperte.
2017 schrieb er das Drehbuch „Nachbarn“ für das Kölner Tatort-Ermittlerduo Max Ballauf und Freddy Schenk. Mit 11,19 Mio. Zuschauern war dieser Tatort der erfolgreichste Fall seit der 1.000. Tatort-Episode im November 2016.
Für den Kriminalroman Die Farbe der Angst erhielt Wortberg 2007 den Hansjörg-Martin-Preis der „Autorengruppe deutschsprachige Kriminalliteratur – Das Syndikat“. Gemeinsam mit Manfred Theisen schrieb er den 2007 erschienenen Jugendroman Der Geist der Bücher.
Sein Jugendroman Der Ernst des Lebens macht auch keinen Spass wurde für den Deutschen Jugendliteraturpreis 2015 nominiert.

## Werke (Auswahl)

### Romane
- Novembernacht, Jugendkriminalroman, Thienemann Verlag, Stuttgart, 2004, ISBN 978-3-12-675508-5
- Keine Wahl, Jugendkriminalroman, Thienemann Verlag, Stuttgart, 2005, ISBN 978-3-522-20015-8
- Die Farbe der Angst, Jugendkriminalroman, Thienemann Verlag, Stuttgart, 2006, ISBN 978-3-522-18078-8
- Der König der Welt (gemeinsam mit Manfred Theisen), Jugendroman, Bertelsmann Verlag, Gütersloh, 2006, ISBN 978-3-570-12929-6
- Der Geist der Bücher (gemeinsam mit Manfred Theisen), Roman, List Verlag, Berlin, 2007,
- Easy, Jugendroman, Beltz & Gelberg, 2011, ISBN 978-3-407-74241-4
- Der Ernst des Lebens macht auch keinen Spaß, Beltz & Gelberg, 2014, ISBN 978-3-407-81158-5

### Drehbücher
- Tatort – Nachbarn, 2017, WDR/Bavaria Fernsehproduktion GmbH
- SOKO Köln, 36 Folgen, Fernsehserie, Network Movie/ZDF
- Der letzte Bulle, 3 Folgen, ITV STUDIOS Germany GmbH, Köln/Sat1
- Kredit ohne Wiederkehr (gemeinsam mit Oliver Pautsch), Komödie, ZDF/Multimedia
- Doppelter Einsatz (gemeinsam mit Lars Jessen), Folge: Überdosis Warten, Serie, Studio Hamburg/RTL
- Die Wache, 24 Folgen, (davon 10 gemeinsam mit Daniel Anderson), TV-Serie, Endemol/RTL
- Herzschlag – Das Ärzteteam Nord, 19 Folgen, TV-Serie, Cinecentrum/ZDF
- Großstadtrevier, 4 Folgen, Fernsehserie, Studio Hamburg/NDR
- Der letzte Zeuge, 1 Folge, Krimiserie, Nova Film/ZDF

## Auszeichnungen (Auswahl)
- 2007: Hans-Jörg Martin Preis für Die Farbe der Angst
- 2015: Nominierung für den Deutschen Jugendliteraturpreis für Der Ernst des Lebens macht auch keinen Spass